# Frosta (halvö)

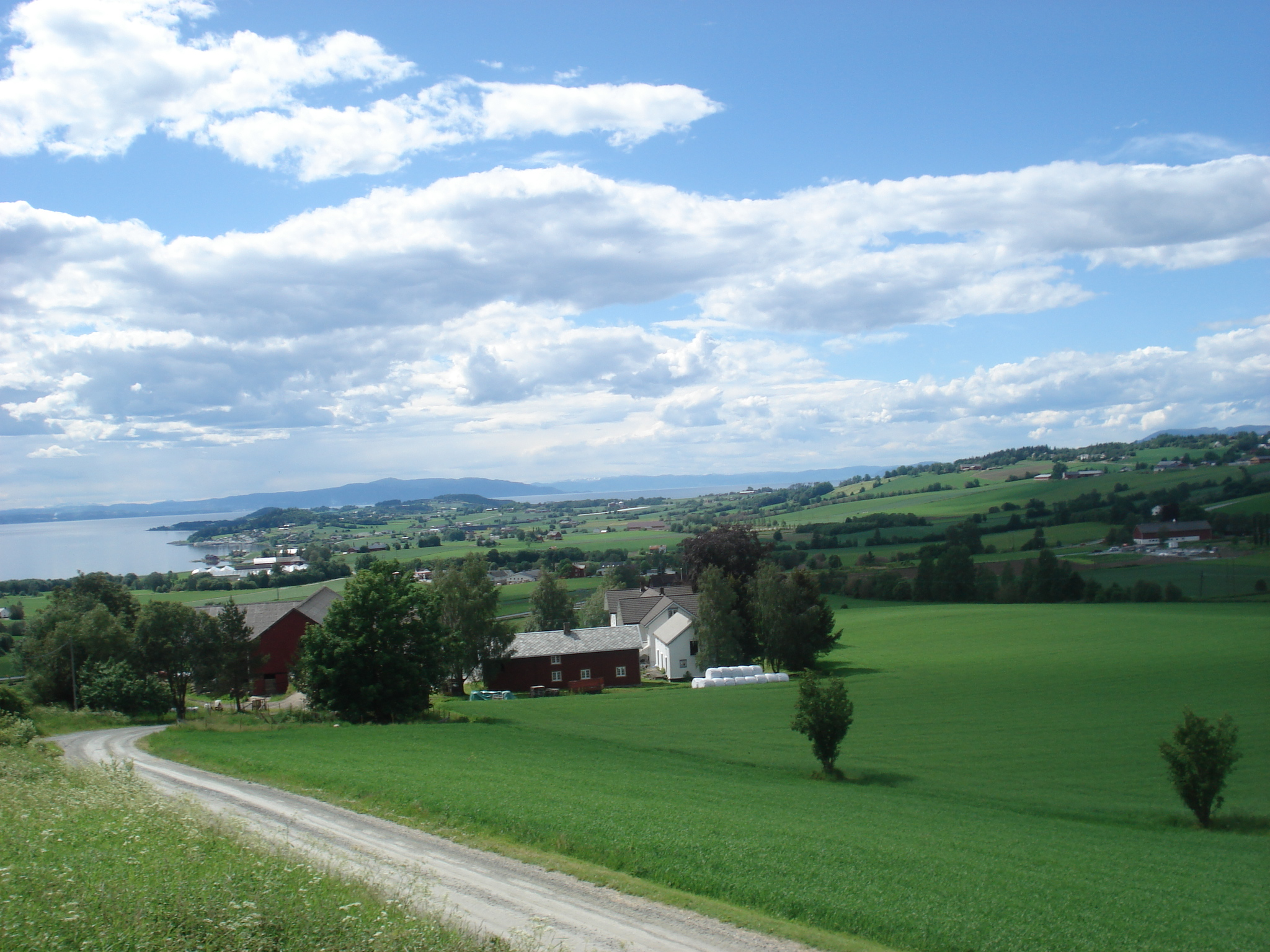
Halvön Frosta sedd från Hellan.

Frosta är en halvö i Trondheimsfjorden i Trøndelag fylke i mellersta Norge. Halvön hette tidigare Frosten men det namnet tycks ha använts mycket mindre sedan 1909, när poststationen bytte namn till Frosta.
Frosten var tingsplats för Frostatingslagen. Området kring halvön utgör numera Frosta kommun.